# Damat Nasuh Pacha
Damat Nasuh Pacha est un homme politique ottoman, grand vizir de l'Empire de 1611 à 1614 sous le règne d'Ahmed Ier.

## Biographie
Il est d'origine albanaise de la ville de Komotiní (en turc : Gümülcine), aujourd'hui située dans le nord de la Grèce. De là lui vient son surnom de Gümülcineli. Gendre du sultan ottoman Ahmet Ier depuis son mariage avec sa fille aînée (d'où son épithète de Damat), il est d'abord chargé de rétablir l'ordre à Bagdad, mais est défait en 1606 par Mehmet, fils de Tavil Ahmed (tr). 
Élevé au rang suprême de grand vizir en août 1611, il prend la tête des armées d'orient mais cherche à négocier la paix avec le chah Abbas Ier et accepte d'ailleurs les conditions fixées par ce dernier. Le traité de Nasuh Pasha (en) est signé le 20 novembre 1612 : il restore les frontières ottomano-persanes convenues lors de la paix d'Amasya en 1555, en échange de quoi les Séfévides s'engagent à fournir un tribut annuel sous la forme de 200 cargaisons de soie.
En pratique, ce traité de Nasuh Pacha ne constitue qu'une trêve entre les deux empires, car les Ottomans restent déterminés à annuler les reconquêtes des Séfévides tandis qu'Abbas Ier rechigne à verser le tribut convenu, préférant utiliser son armée pour rétablir sa suzeraineté sur les royaumes géorgiens de Karthli et de Kakhétie.
Le tempérament colérique et grossier de Nasuh Pacha lui attire de nombreuses inimités au sommet de l'État en particulier celle du Şeyhülislam Hocazade Mehmed Efendi (tr). Selon l'historien Mustafa Naima (en), Nasut Pacha décide de mentir au sultan sur la nature de certains évènements qui se produisent au sein de l'Empire, ainsi il minore l'importance d'un raid cosaque sur la ville de Sinop dont les habitants s'étaient pourtant plains au gouvernement. Lorsque Hocazade Mehmed Efendi raconte la vérité au sultan, ce dernier perd confiance en Nasuh Pacha et décide de le faire exécuter pour corruption par le chef des jardiniers (bostancıbaşının) qui l'étrangle sous les yeux de sa femme Ayşe (en) alors âgée d'à peine neuf ans. 

## Médias

### Télévision
- Muhteşem Yüzyıl: Kösem, saison 1, il est interprété par Tolga Tuncer.